# Aimerico II di Narbona
Aimerico II, Eimeric in catalano e Aimery in spagnolo (seconda metà del secolo XI – Fraga (Spagna), 17 luglio 1134), è stato un nobile franco, visconte di Narbona tra il 1105 alla sua morte.

## Origine
Aimerico, secondo la Gran enciclopèdia catalana, era figlio del Visconte di Narbona, Aimerico I, e della moglie Matilde di Puglia, in Catalogna chiamata Mafalda (Mahalta), che, secondo il cronista attivo in Italia in epoca normanna, a cavallo tra la fine del secolo XI e l'inizio del secolo XII, Guglielmo di Puglia, nel suo Gesta Roberti Wiscardi era la figlia primogenita del duca di Puglia e Calabria e conte di Sicilia, Roberto il Guiscardo (anche l'Ex Gestis Comitum Barcinonensium ci conferma che era figlia del Guiscardo) e della principessa longobarda, Sichelgaita di Salerno.

Aimerico I di Narbona, sia secondo la Gran enciclopèdia catalana - vescomtat de Narbona, che secondo Thierry Stasser, nel suo La maison vicomtale de Narbonne aux Xe et XIe siècles, Annales du Midi era figlio del Visconte di Narbona, Berengario I, e della moglie Fede di Rouergue, figlia del conte di Rouergue, Ugo I, e della moglie, Fede di Cerdanya.

## Biografia

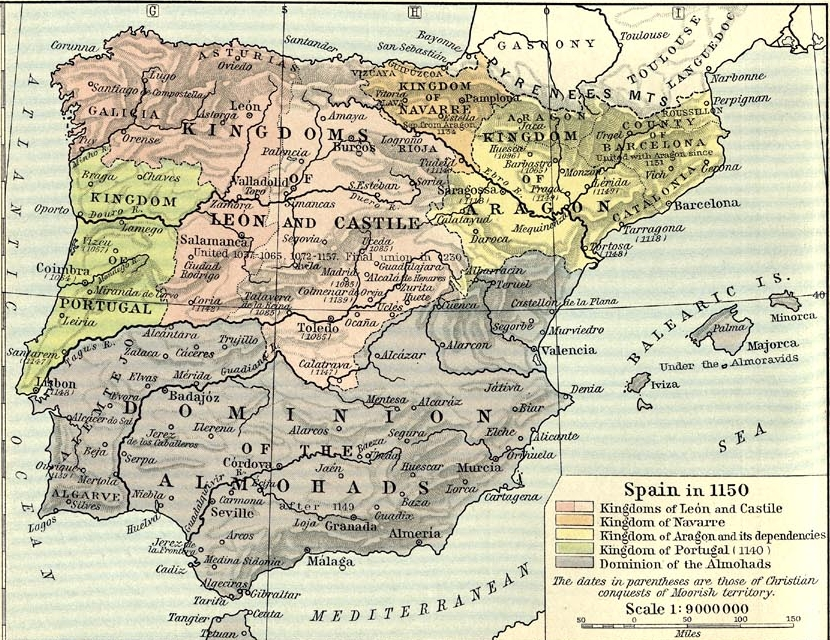
La penisola iberica con a nord la viscontea di Narbonaa verso la metà del XII secolo

La madre di Aimerico, Matilde di Puglia, era al suo secondo matrimonio, avendo sposato, in prime nozze, secondo il Ex Gesta Comitum Barcinonensium, il conte di Barcellona, Girona, Osona e Carcassonne, Raimondo Berengario II (1054-1082), al quale aveva dato due figli:
- Mafalda di Barcelona, (circa 1080-?), sposò Arnaldo Guglielmo, visconte di Fenollet[8];
- Raimondo Berengario[9] (1082-1131), conte di Barcelona, Girona ed Osona, dalla nascita al 1097, sotto tutela e poi, dal 1097, da solo.

Aimerico, viene citato, assieme ai genitori ed ai fratelli in tre documenti:
- nel documento n° V dei Documents historiques, bas-latins, provençaux et français : concernant principalement la Marche et le Limousin. Tome 1, datato 1100 circa, quando il padre, Aimerico I (Aimericus, gracia Dei vicecomes Narbone), in procinto di partire per la Terra Santa (volo ire ad sanctum sepulcrum domini), con la moglie, Matilde (uxor mea Mealtis) ed i figli (filiorum eius), fece una donazione all'Abbazia di San Marziale, di Limoges[10];
- nel 1102, secondo il documento n° 411.I, inerente ad una donazione del fratello monaco, Berengario (Berengarii monachi Sancti Pontii), assieme a tutta la famiglia, il padre, Aimerico, la madre Matilde ed i fratelli, Aimerico, Guiscardo e Bernardo (patris sui domini Haymerici vicecomitis Narbonensis et uxoris eius nomine Matta filiorumque eorum nomine Aymericus, Giscardus et Bernardus)[11].
- nel 1103, secondo il documento n° 417, inerente ad una donazione in favore del fratello, Berengario (Berengarii filii nostri), fatta dal padre, Aimerico I (Aymericus Dei gratia vicecomes Narbonensis), con la moglie Matilde ed i figli, Aimerico, Guiscardo e Bernardo (cum uxore mea nomine Mahalda et filiis nostris nomine Aymericus, Guiscardus et Bernardus)[12].

Suo padre, Aimerico I, morì in Terra santa, verso il 1105 e Aimerico gli succedette in quanto figlio primogenito, come Aimerico II di Narbona.

Sua madre, Matilde, dopo essere rimasta vedova per la seconda volta, ritornò nella contea di Barcellona e Pròsper de Bofarull i Mascaró ci informa che fece ancora una donazione assieme al figlio, Raimondo Berengario III, il 6 giugno 1112 e che molto probabilmente morì a Gerona e fu sepolta nella cattedrale di questa città, vicino al suo primo marito.
Nel 1107, secondo Histoire générale de Languedoc: avec des notes et les pièces, Volume 4, Aimerico fece un patto col visconte di Beziers, Bernardo Attone.
Nel 1112, secondo la Gran enciclopèdia catalana, fece un accordo con l'arcivescovo di Narbona.
Ancora secondo la Gran enciclopèdia catalana, nel 1124, Aimerico fece guerra al visconte di Beziers, Bernardo Attone, unitamente al fratellastro, Raimondo Berengario III, conte di Barcellona, di cui fu esecutore testamentario, nel 1131.
Nel 1130, secondo Histoire générale de Languedoc: avec des notes et les pièces, Volume 4, Aimerico, assieme alla moglie, Ermessinda, ed al figlio Aimerico (Aymericus Narbonæ et uxor mea Ermessindis vicecomitissa et filius meus Aymericus) garantì una proprietà ad un certo Geraldo (Geraldo de Condomo).
Aimerico fu al seguito del re di Aragona, re di Pamplona e conte di Sobrarbe e Ribagorza, Alfonso il Battagliero, che assediò ed occupò, nel 1133, Mequinenza, vicino a Lerida, e dopo si spostò a nord, assediando Fraga, secondo la Crónica de San Juan de la Peña, con 300 cavalieri soltanto, tra cui García IV Ramírez, futuro re di Navarra, ma il 17 luglio del 1134 fu sconfitto dagli assediati che avevano ricevuto aiuto da un grosso contingente, inviato dal re di Cordoba.

Aimerico morì durante la Battaglia di Fraga, come viene riportato nella Chronica Adefonsi imperatoris I.

Ad Aimerico II, succedette la figlia, Ermengarda.

## Matrimonio e discendenza
Aimerico, prima del 1114, secondo il documento n° 195 del Recueil des chartes de l'Abbaye de La Grasse. T. I, 779-1119, aveva sposato Ermengarda, che secondo il documento n° CLIV de la Histoire générale de Languedoc: avec des notes et les pièces, Volume 4, era parente dei visconti Di Beziers.

Aimerico dalla moglie Ermengarda ebbe due figli:
- Aimerico († prima del 1134), citato nel documento n° VII de la Histoire générale de Languedoc: avec des notes et les pièces, Volume 4[17];
- Ermengarda († 1197), Viscontessa di Narbona, come da documento n° CXLVI de la Histoire générale de Languedoc: avec des notes et les pièces, Volume 4[25].

Dopo essere rimasto vedovo, Aimerico si sposò, in seconde nozze, prima del 1130 con Ermessinda, citata nel documento n° VII de la Histoire générale de Languedoc: avec des notes et les pièces, Volume 4, di cui non si conoscono gli ascendenti.

Aimerico dalla moglie Ermessinda ebbe una figlia:
- Ermesinda († 1177), che secondo il Nobiliario del Conde de Barcelos Don Pedro aveva sposato il primo signore di Molina de Aragón, Manrique Pérez de Lara[26].

### Fonti primarie
- (LA)  Histoire Générale de Languedoc, Tome IV, Notess.
- (LA)  Histoire générale de Languedoc avec notes et pièces justificatives, Volume 5.
- (LA)  Rerum Gallicarum et Francicarum Scriptores, tomus XII.
- (LA)  Monumenta Germaniae Historica, Scriptores, Tomus IX.
- (LA)  Documents historiques, bas-latins, provençaux et français : concernant principalement la Marche et le Limousin. Tome 1.
- (LA)  Recueil des chartes de l'Abbaye de La Grasse. T. I, 779-1119.

### Letteratura storiografica
- Rafael Altamira, La Spagna (1031-1248), in Storia del mondo medievale, vol. V, 1999, pp. 865–896
- (FR)  Thierry Stasser, "La maison vicomtale de Narbonne aux Xe et XIe siècles", Annales du Midi, v. 204, 1993.
- (ES)  Nobiliario del Conde de Barcelos Don Pedro.
- (EN)  The Chronicle of Alfonso the Emperor: A Translation of the Chronica Adefonsi imperatoris.
- (CA)  Crónica de San Juan de la Peña.
- (ES)  Los Condes de Barcelona vindicados.